# Distretto di Baramulla
Il distretto di Baramulla è un distretto del Jammu e Kashmir, in India, di 1 166 722 abitanti. È situato nella divisione del Kashmir e il suo capoluogo è Baramulla.